# Acalyptris insolentis
Acalyptris insolentis là một loài bướm đêm thuộc họ Nepticulidae. Nó được tìm thấy ở rừng mưa thaaps Amazon ở Ecuador.
Sải cánh dài 3.8-4.5 mm đối với con đực. Con trưởng thành bay vào tháng 1.